# Złotopiór lśniący
Złotopiór lśniący (Galbula pastazae) – gatunek średniej wielkości ptaka z rodziny złotopiórów (Galbulidae). Występuje w Ekwadorze, a prawdopodobnie także w Kolumbii i Peru. Nie jest zagrożony wyginięciem.

## Taksonomia i systematyka
Gatunek ten opisali w 1885 roku Władysław Taczanowski i Hans von Berlepsch w oparciu o okazy, które dostarczył Jan Sztolcman. Autorzy nadali gatunkowi nazwę Galbula pastazae, która obowiązuje do tej pory. Jako miejsce typowe wskazali Mapoto i Machay w Ekwadorze.
Złotopiór lśniący jest gatunkiem monotypowym. Uważa się, że on, złotopiór rudosterny (Galbula ruficauda), złotopiór białobrody (G. tombacea), złotopiór modroczelny (G. cyanescens) i zielony (G. galbula) tworzą nadgatunek.

## Morfologia
Złotopiór lśniący mierzy od 23 do 24 cm długości i waży od 31 do 32 g. Korona samca jest metalicznie zielona z niebieskim połyskiem. Reszta górnej części ciała jest metalicznie brązowozielona. Gardło i pierś są lśniąco zielone, a brzuch i okolice dzioba są ciemnobrązowe. Samica ma podobne upierzenie, z tym wyjątkiem, że podbródek i gardło są ciemnorude.

## Występowanie
Jest gatunkiem endemicznym dla Ekwadoru, chociaż istnieją doniesienia z jednego miejsca w południowej Kolumbii i jednego miejsca w północnym Peru. Występuje na wschodnich zboczach Andów na wysokości od około 750 do 1500 m n.p.m. w Ekwadorze. Odnotowano wystąpienie w Kolumbii, w El Carmen w departamencie Nariño na wysokości 1600 m n.p.m., a w Peru, w górnym biegu rzeki Comaina w regionie Amazonas, znajdował się na wysokości 1430 m n.p.m. Złotopiór lśniący zamieszkuje wilgotne lasy górskie. Jest to ptak podszytu, występujący na obrzeżach lasów, wzdłuż cieków wodnych, oraz przy powalonych drzewach i osuwiskach, które zapewniają mu przestrzeń.

## Zachowanie

### Pożywienie
Jest to ptak owadożerny, ale niewiele jest znanych szczegółów na temat jego diety i sposobów żerowania.

### Rozmnażanie
Jednym znanym gniazdem była nora o długości co najmniej 50 cm w wale ziemnym. Niewiele więcej udokumentowano na temat jego lęgów.

### Wokalizacje
Śpiew to wznosząca się seria słabych dźwięków, czasami kończąca się opadającym grzechotem.

## Status zagrożenia
Międzynarodowa Unia Ochrony Przyrody (IUCN) od 2022 roku uznaje złotopióra lśniącego za gatunek najmniejszej troski (LC – least concern), wcześniej klasyfikowała go jako gatunek narażony (VU – vulnerable). Jest rzadki, lokalnie dość pospolity; uważa się, że jego populacja zmniejsza się wraz z niszczeniem lasów.